# Raionul Sînelnîkove (pre-2020), Dnipropetrovsk
Sînelnîkove (în ucraineană Синельниківський район, transliterat: Sînelnîkivskîi raion) este un raion în regiunea Dnipropetrovsk, Ucraina. Reședința sa este orașul regional Sînelnîkove, care nu aparține raionului.

## Demografie
Componența lingvistică a raionului Sînelnîkove
     Ucraineană (89,95%)
     Rusă (8,78%)
     Alte limbi (0,5%)
Conform recensământului din 2001, majoritatea populației raionului Sînelnîkove era vorbitoare de ucraineană (89,95%), existând în minoritate și vorbitori de rusă (8,78%).